# Marie Pournin de la Faye
 (avril 2021).
Si vous disposez d'ouvrages ou d'articles de référence ou si vous connaissez des sites web de qualité traitant du thème abordé ici, merci de compléter l'article en donnant les références utiles à sa vérifiabilité et en les liant à la section « Notes et références ».
Marie Pournin de la Faye est une infirmière et sage-femme qui a vécu en Nouvelle-France à Montréal, dès les années 1640. Elle fut Administratrice de l'Hôtel-Dieu de Montréal.

## Biographie
Marie Pournin de la Faye est née le 31 juillet 1622 à Pougues-les-Eaux, Bourgogne, de Jean Pournin, sieur de la Faye, et Catherine Durant.
Filleule de Catherine de Médicis et du futur Cardinal de Richelieu
Elle épouse en premières noces Guillaume de la Bardelière.
Dans les années 1640, elle part pour la Nouvelle-France et notamment à Montréal où elle exercera comme sage-femme aux côtés de Jeanne Mance.
Après la fondation de l'Hôtel-Dieu en 1651 et l'absence de Jeanne Mance repartie en France, Marie Pournin devient administratrice de l’hôpital du 9 septembre 1658 au 20 octobre 1959.
Le 13 novembre 1659 elle épouse en deuxièmes noces Jacques Testard de la Forest dont elle aura 2 enfants, Jacques et Gabriel. Ce mariage la rapprochera du monde du commerce, notamment de la fourrure.
Le 6 février 1668, 5 ans après le décès de son mari, elle épouse en troisièmes noces Jacques Lamarque.
Elle décède le 2 octobre 1699 à Montréal.

## Sources
- Marie Pournin, Fondatrice de l’Hôtel-Dieu de Montréal ?
- Société Internationale pour l'Etude des Femmes de l'Ancien Régime